# Morti nel 1589

## Gennaio(5)
- 2 gennaio - Stefano Bonucci, cardinale e vescovo cattolico italiano (n. 1521)
- 4 gennaio - Antonio Pagani, francescano italiano (n. 1526)
- 5 gennaio - Joannes Hauchin, arcivescovo cattolico belga (n. 1527)
- 5 gennaio - Inaba Yoshimichi, militare giapponese (n. 1515)
- 5 gennaio - Caterina de' Medici, sovrana italiana (n. 1519)

## Febbraio(3)
- 19 febbraio - Santa Filotea, religiosa greca
- 21 febbraio - William Somerset, III conte di Worcester, nobile inglese (n. 1526)
- 22 febbraio - Andrea Dudith-Sbardellati, umanista e vescovo cattolico ungherese (n. 1533)

## Marzo(6)
- 2 marzo - Alessandro Farnese il Giovane, cardinale italiano (n. 1520)
- 3 marzo - Giovanni Battista Eliano, gesuita, teologo e orientalista italiano (n. 1530)
- 3 marzo - Johannes Sturm, pedagogo tedesco (n. 1507)
- 9 marzo - Frances Sidney, nobildonna inglese (n. 1531)
- 22 marzo - Lodovico Guicciardini, scrittore e mercante italiano (n. 1521)
- 23 marzo - Marcin Kromer, storico e vescovo cattolico polacco (n. 1512)

## Aprile(4)
- 4 aprile - Benedetto da San Fratello, religioso italiano
- 4 aprile - Mildred Cooke, nobildonna e poetessa inglese (n. 1525)
- 7 aprile - Giulio Cesare Aranzio, medico e anatomista italiano (n. 1530)
- 26 aprile - Tansen, musicista indiano

## Maggio(5)
- 3 maggio - Giulio di Brunswick-Lüneburg, vescovo cattolico tedesco (n. 1528)
- 9 maggio - Pietro Marescalchi, pittore italiano (n. 1522)
- 17 maggio - Carlo II di Monaco, sovrano monegasco (n. 1555)
- 20 maggio - Anna Maria di Brandeburgo-Ansbach, principessa tedesca (n. 1526)
- 24 maggio - Jacopo Pitti, storico, diplomatico e politico italiano (n. 1519)

## Giugno(2)
- 20 giugno - Guillaume Rouillé, editore e umanista francese (n. 1518)
- 20 giugno - Aurelio Zibramonti, vescovo cattolico italiano

## Luglio(7)
- 1º luglio - Christophe Plantin, tipografo fiammingo (n. 1520)
- 8 luglio - Ludolph Schrader, giurista tedesco (n. 1531)
- 12 luglio - Lionardo Salviati, umanista, filologo e scrittore italiano (n. 1539)
- 16 luglio - Pieter Peck, giurista olandese (n. 1529)
- 23 luglio - Pietro Bembo, vescovo cattolico italiano (n. 1536)
- 27 luglio - Dirk Jansz Graeff, nobile e politico olandese (n. 1542)
- 29 luglio - Anna Maria del Palatinato-Simmern, nobile tedesca (n. 1561)

## Agosto(4)
- 1º agosto - Jacques Clément, religioso francese (n. 1567)
- 2 agosto - Enrico III di Francia, re (n. 1551)
- 12 agosto - Hōjō Genan, militare giapponese (n. 1493)
- 13 agosto - Martín Cortés Zúñiga, militare messicano (n. 1533)

## Settembre(7)
- 1º settembre - Pedro Malón de Chaide, scrittore e teologo spagnolo (n. 1530)
- 16 settembre - Michele Baio, teologo belga (n. 1513)
- 18 settembre - Dietrich Flade, avvocato e giudice tedesco (n. 1534)
- 19 settembre - Jean Antoine de Baïf, poeta francese (n. 1532)
- 21 settembre - Stefano Bonsignori, cartografo italiano
- 23 settembre - Jacopo Nizzola, medaglista, incisore e scultore italiano (n. 1515)
- 29 settembre - Alessandro Appiano, nobile italiano (n. 1558)

## Ottobre(4)
- 1º ottobre - Alfonso I Gonzaga, nobile italiano (n. 1529)
- 15 ottobre - Jacopo Zabarella, filosofo italiano (n. 1533)
- 18 ottobre - Adolf van Nieuwenaar, nobile tedesco
- 28 ottobre - Peter Stubbe, serial killer tedesco (n. 1525)

## Novembre(4)
- 3 novembre - Laura Battiferri, poetessa italiana (n. 1523)
- 8 novembre - Prospero Santacroce, cardinale italiano (n. 1514)
- 9 novembre - Giuseppe Mazzuoli, pittore italiano
- 24 novembre - Agustín Gormaz Velasco, religioso e vescovo cattolico spagnolo (n. 1507)

## Dicembre(3)
- 12 dicembre - Francesco Balbi da Correggio, scrittore e militare italiano (n. 1505)
- 21 dicembre - Juan Vicente Macip, pittore spagnolo (n. 1523)
- 25 dicembre - Melchiorre Guilandino, medico e botanico tedesco

## Senza giorno specificato(23)
- Filippo Apiano, cartografo tedesco (n. 1531)
- Gian Federico Bonzagna, medaglista, incisore e orafo italiano
- Ottaviano Cacherano, giurista, politico e magistrato italiano
- Andrea Calamech, architetto e scultore italiano (n. 1524)
- Alonso de Córdoba,  spagnolo (n. 1505)
- Johann Fischart, scrittore tedesco (n. 1546)
- Tommaso Garzoni, scrittore italiano (n. 1549)
- Giovanni di Mosca, santo russo
- Hadim Mesih Pascià, politico ottomano (n. 1495)
- Hŏ Nansŏrhŏn, poetessa coreana (n. 1563)
- Jurij Dalmatin, scrittore e religioso sloveno (n. 1547)
- Pier Paolo Menzocchi, pittore italiano
- Quentin Metsys il Giovane, pittore fiammingo
- Alessandro Milleville, organista e compositore francese
- Pio Enea I Obizzi, nobile italiano (n. 1525)
- Bernard Palissy, ceramista francese (n. 1510)
- Thomas Penny, medico e entomologo inglese (n. 1532)
- George Pettie, scrittore inglese (n. 1548)
- Girolamo Riggio, presbitero italiano
- Sesson Shukei, pittore e monaco buddista giapponese (n. 1504)
- Carlo Theti, architetto italiano (n. 1529)
- Battista Verato, attore teatrale italiano
- Vrindavana Dasa Thakura, scrittore e mistico indiano (n. 1507)